# Urgleptes freudei
Urgleptes freudei es una especie de escarabajo longicornio del género Urgleptes, tribu Acanthocinini, subfamilia Lamiinae. Fue descrita científicamente por Gilmour en 1959.
La especie se mantiene activa durante los meses de octubre y noviembre.

## Descripción
Mide 3,8 milímetros de longitud.

## Distribución
Se distribuye por Brasil y Paraguay.